# 둘도 없는 너
"둘도 없는 너"는 1977년에 개봉한 대한민국의 영화이다.

## 캐스팅
- 김무생
- 곽준호
- 김윤경
- 김남일
- 김민정
- 박나현
- 전숙
- 최준
- 나갑성
- 안진수
- 황정희
- 강문희
- 김백
- 김종화